# سياسة الجسور المفتوحة
سياسة الجسور المفتوحة (بالإنجليزية: Open Bridges Policy)‏ هي السياسة الإسرائيلية الرسمية تجاه الأردن والفلسطينيين ابتداءً من صيف العام 1967 وحتى التوقيع على معاهدة السلام الأردنية الإسرائيلية بين إسرائيل والأردن في حزيران 1994. ضمنت هذه السياسة حرية تنقل نسبية من وإلى الضفة الشرقية عبر معبرين على نهر الأردن هما جسر ألنبي(1) وجسر دامية(2)، والسماح بتصدير منتجات زراعية وصناعية محددة إلى الأردن. وكذلك ضمان  «حرية حركة الأشخاص والبضائع ذهابًا وإيابًا عبر نهر الأردن من أجل تجنب تعطيل العلاقات التجارية السابقة والاتصالات العائلية والشخصية...استقطب بسرعة ما يزيد عن 100،000 زائر سنويًا.».

## التاريخ
رسم موشيه دايان، وزير الأمن الإسرائيلي آنذاك، استراتيجية تعامل مع سكان الأرض المحتلة مبنية على السيطرة العسكرية والأمنية على المنطقة مع إبقاء السكان العرب منفصلين عن دولة إسرائيل. اقتضى ذلك العمل على تطبيع حياة السكان العرب تحت الاحتلال تحت إدارة ذاتية لشؤون الحياة اليومية واحتفاظ بالتواصل مع الأردن والمحيط العربي، وتطوير البنية الاقتصادية التحتية في الضفة الغربية بما يحول دون تحولها عبئا اقتصاديا على إسرائيل وبما يناسب متطلبات الاقتصاد الإسرائيلي. ضمنت هذه السياسة حرية تنقل نسبية من وإلى الضفة الشرقية عبر معبرين على نهر الأردن هما جسر ألنبي وجسر دامية، والسماح بتصدير منتجات زراعية وصناعية محددة إلى الأردن. كما اعتقد بعض الساسة الإسرائيليين أن هذه السياسة  قد تكون بوابة جيدة للشروع بمفاوضات سياسية بين إسرائيل والأردن. من جهة أخرى، بادر المزارعون الفلسطينيون في الضفة الغربية، والذين واجهوا أزمة بيع محاصيلهم محليا وأرادوا تصديرها إلى الأردن، بخطوة تشغيل هذين الجسرين.
افتتحت الجسور بعد ستة أشهر من احتلال الضفة بموجب الأمر العسكري رقم (175) الذي سمي «أمر بشأن محطة انتقال». لاقى ذلك قبولا على الجانب الأردني الذي حافظ ذلك على علاقاته مع الضفة الغربية وعلى استمرارية مصادر توريده بالمنتجات الزراعية، خاصة بعد تعطل الزراعة في الأغوار الشرقية بسبب النشاطات العسكرية(3)، واتفق الجانبين الإسرائيلي والأردني على معايير وأنظمة تشغيل الجسور، فُتحت أسواق الضفة الشرقية أمام الحمضيات المنتجة في قطاع غزة. شملت واردات الأردن من الضفة الغربية زيت الزيتون والصابون والزيوت النباتية والكبريت والبلاستيك إلى أن لم يعد حاجة إليها لتوفر بدائل محلية لها. كانت جل صادرات الضفة الغربية إلى الأردن معفاة من الجمارك، عكس  الواردات القادمة من الضفة الشرقية التي فرضت عليها إسرائيل رسوم جمركية مرتفعة أو حتى منعها من الدخول. انتعش الاقتصاد نسبيًا في الضفة الغربية بفضل هذه السياسة وخففت من آثار الحرب الاقتصادية على الأردن، في حيت  أما حمت مزارعي إسرائيل من الفائض الزراعي الفلسطيني الذي حُول إلى الخارج بدلًا من إغراق السوق المحلية، ودعمت هذه السياسة مخزون إسرائيل من العملة الصعبة وساعدتها في استيعاب اقتصاد الضفة الغربية مؤقتًا في الاقتصاد الإسرائيلي من ناحية الاستيراد والتصدير. كما حاولت إسرائيل من الاستفادة من الجسور المفتوحة لتسريب منتوجاتها الزراعية إلى الدول العربية المقاطعة لها. وفي السبعينيات، صارت الجسور مفتوحة في الواقع في اتجاه واحد فقط، بتشجيع من إسرائيل للمنتجين بالتحول إلى المحاصيل المطلوبة في السوق الإسرائيلي من أجل تخفيف الاعتماد على الأردن أو تشجيعهم على انتاج المحاصيل القابلة للتصدير عبر موانئها، ووضعت قيودًا أكبر على الاستيراد من الأردن.
ساهم  تشغيل جسر ألنبي وجسر دامية في تصدير بضائع ومنتجات إسرائيلية الصنع  تحت أسماء شركات أخرى غير الأصلية إلى العالم العربي، لكسر للمقاطعة العربية للمنتجات الإسرائيلية بطريقة غير مباشرة. كما فُتح جسر الشيخ حسين بالقرب من بيسان لتسهيل عبور عرب 48 من وإلى الأردن بعد التوقيع على معاهدة وادي عربة.
لم يتراجع الأردن عن الجسور المفتوحة بعد القمة العربية عام 1974 المنعقدة بالرباط ولا بعد قرار فك الارتباط عام 1988 رغم اتهامه بأنه يساهم في تفريغ الضفة من الفلسطينيين بتسهيله حركة العبور بالاتجاهين مع الأراضي المحتلة.

## الجسور
الجسور المفتوحة المعنية بالسياسة هي:

### جسر ألنبي
يربط الجسر الضفة الغربية بالأردن فوق نهر الأردن ويبعد عن عمان 60 كم وعن أريحا 5 كم، كان الجسر خشبي ثم حديدي ثم جُدد إلى جسر اسمنتي حديث.

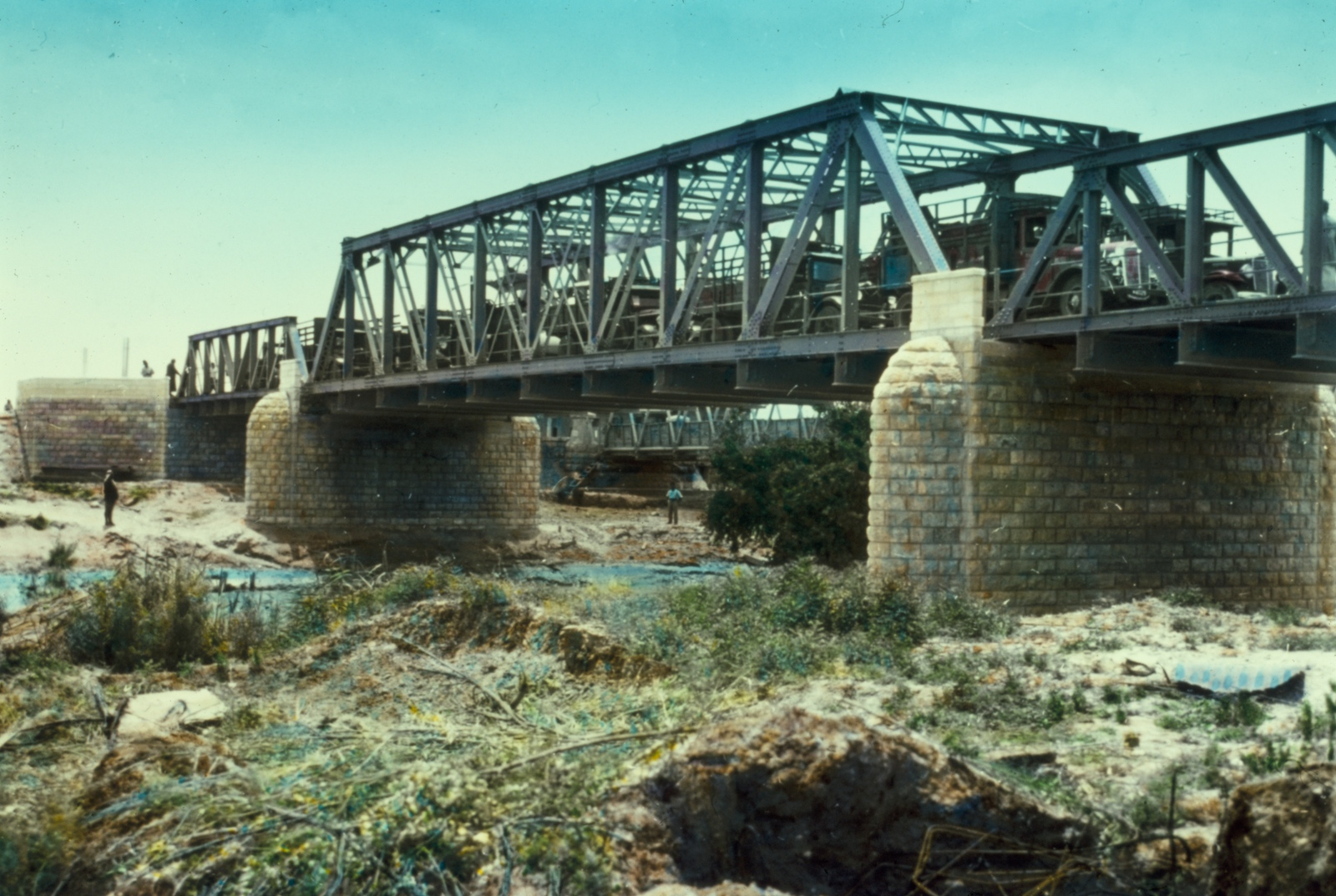
جسر النبي ما بين 1950 و1977

دُمر الجسر خلال حرب 1967 لكن أعيد بنائه سنة 1968  بتصميم جسر جمالوني  بشكل مؤقت، في الوقت الحالي ما يزال الجانب الإسرائيلي يسميه جسر النبي، أما الجانب الأردني فيسميه جسر الملك الحسين أو الكرامة. بعد معاهدة السلام الأردنية الإسرائيلية عام 1994 حُدث الجسر ورُصف كما صار نقطة العبور الرئيسية بين الأردن والضفة الغربية ونقطة عبور الحجاج الفلسطينيين لمواصلة السفر إلى مكة، وكانت تبعية المعبر تحت إشراف سلطة المطارات في إسرائيل، لا يشترط أخذ تأشيرات دخول أثناء العبور عبر جسر الملك حسين كما لا يسمح للإسرائيليين (عرب إسرائيل) العبور إلا من أجل الحج والعمرة، أما السياح فيشترط حصولهم على تأشيرة دخول قبل عبور الجسر،ويستخدم الفلسطينيون الجسر للذهاب إلى مطار الملكة علياء الدولي في عمان لإستخدام الطائرات، لأنه لا يسمح لهم بالطيران من مطار بن غوريون الدولي.

### جسر دامية
هو جسر مُغلق حاليًا يقطع نهر الأردن بين الضفة الغربية والأردن. تم إنشاؤه بالأصل في فترة المماليك، وقد تم تجديده لاحقًا عدة مرات في القرن العشرين. يقع شمال مدينة أريحا بحوالي 35 كيلومترًا، بالقرب من نقطة التقاء نهر الزرقاء بنهر الأردن من الجهة الأردنيّة.

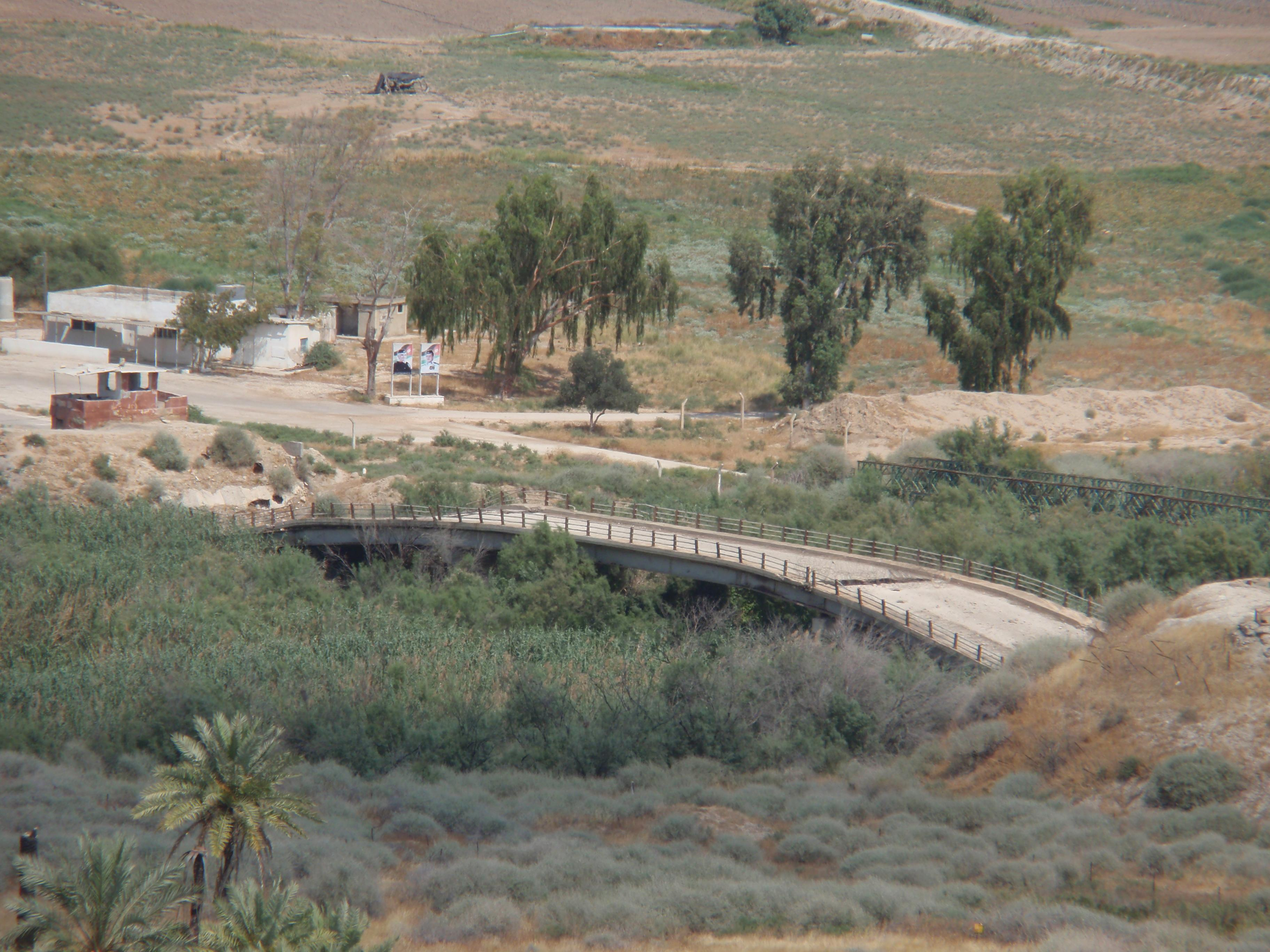
جسر دامية

دُمر الجسر بعد الإحتلال الإسرائيلي للضفة الغربية في حرب 1967. قامت إسرائيل بعد ذلك بإعادة العمل به وسمحت فيما بعد ياستخدامه لنقل البضائع بين الفلسطينيين والأردن.
قام الأردن ببناء جسر حديدي مُسبق الصنع لتسهيل الحركة التجارية مع الضفة الغربية. وافتتح الجسر لنقل  البضائع والمسافرين. إلا أن المعارك التي حدثت بين 1967 و1970 (حرب الاستنزاف) وأهمها معركة الكرامة في عام 1968، التي هُزم فيها الإسرائيليون، أدت إلى تدمير الجسر مرة أخرى، بعد أن قام الجيش الأردني بتفجيره منعًا لعبور الدبابات الإسرائيلية إلى شرق نهر الأردن. وقد قام الأردن بإعادة بناء أجزاء منه في عام 1969. إلا أن أحداث أيلول الأسود عام 1970 بين الجيش الأردني والفدائيين الفلسطينيين أدت إلى إغلاقه لفترة قصيرة أيضًا. وقد أعاد الأردن العمل بالجسر في عام 1976 بشكل جزئي بعد عدة إصلاحات لأضرار تعرض لها خلال تلك الفترة جراء الفيضانات وغيرها.
استخدم الجسر منذ عام 1991 لنقل البضائع فقط من الضفة الغربية وداخل الخط الأخضر من جهة، والأردن من الجهة الأخرى، حتى وقوع انتفاضة الأقصى، حيث أغلقته السلطات الإسرائيلية لأسباب أمنية، وحوّلت المرور منه إلى معبر جسر الملك حسين. لايزال الجسر المعدني الأردني موجودًا، إلا أنه لا يُستخدم حاليًا.  في عام 2014، عدته إسرائيل منطقة عسكرية مغلقة ، إلا أن السلطة الفلسطينية قامت في نفس العام بالتفاوض مع الأردن من أجل تفعيل المرور من الجسر على الجهتين.

### جسر الشيخ حسين

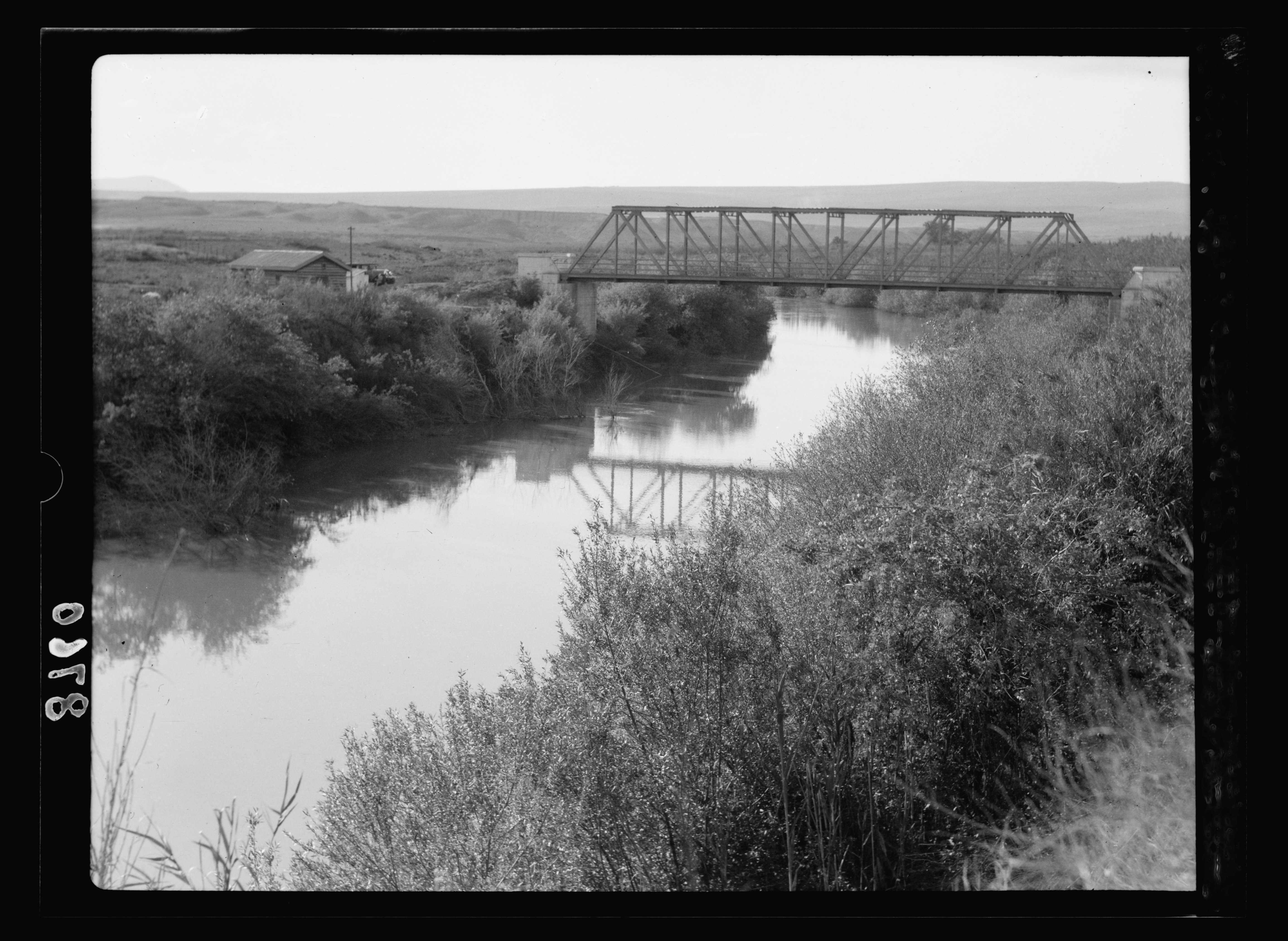
جسر الشيخ حسين بين 1934 و1939

يبعد جسر الشيخ حسين عن عمّان مسافة 90 كم شمالاً، على مقربة من منطقة بحيرة طبريا. يُنقل الرّكاب الأجانب، والإسرائليين، وعرب 48 إلى نقطة الطرف الآخر ومن ثم إلى مدن شمال فلسطين عبر مكتب المعبر الشمالي (الشيخ حسين). ومن جهة أخرى، يُنقل الرّكاب بين نقطتي العبور من الأردن إلى أراضي السلطة الوطنية الفلسطينية من خلال «مكتب جسر الملك حسين». ويُنقل أيضاً من خلاله الحجاج والمعتمرين من مدينة الحجاج إلى الطرف الآخر من جسر الملك حسين.

## الهوامش
- 1: يسمى جسر الملك حسين عند الأردنيين ومعبر الكرامة بالتسمية الفلسطينية
- 2: جسر داميا أو جسر الأمير محمد (يُطلق عليه بالعبرية: גשר אדם، أي جسر آدم)
- 3: في عام 1966 كانت 80% من مساحة المملكة الأردنية المزروعة بالفاكهة و45% من المساحة المزروعة بالخضروات في الضفة الغربية.

1. ↑  Feron, James (16 Sep 1969). "Israelis Again Tighten West-Bank Curbs as 'Open Bridges' Policy Is Debated". The New York Times (بالإنجليزية الأمريكية). ISSN:0362-4331. Archived from the original on 2023-05-02. Retrieved 2023-05-02.
2. ↑  "Foreign Relations of the United States, 1977–1980, Volume VIII, Arab-Israeli Dispute, January 1977–August 1978 - Office of the Historian". history.state.gov. مؤرشف من الأصل في 2023-02-04. اطلع عليه بتاريخ 2023-05-02.
3. ↑  Husseini, Jalal Al (11 Jun 2014). Ababsa, Myriam (ed.). Jordan and the Palestinians. Contemporain publications (بالإنجليزية). Beyrouth: Presses de l’Ifpo. pp. 230–245. ISBN:978-2-35159-438-4. Archived from the original on 2022-11-24. Retrieved 2023-05-02. this policy was called "open bridges"
4. ↑  "Timeline of Modern Israel (1960-1969)". www.jewishvirtuallibrary.org. مؤرشف من الأصل في 2022-08-11. اطلع عليه بتاريخ 2023-05-02.
5. 1 2 3 4 5  "سياسة الجسور المفتوحة". المركز الفلسطيني للدراسات الإسرائيلية "مدار". مؤرشف من الأصل في 2023-05-02. اطلع عليه بتاريخ 2023-05-01.
6. ↑  "Palestinian Economic Growth". The Six-Day War (بالإنجليزية الأمريكية). Archived from the original on 2023-03-14. Retrieved 2023-05-02. حسب نداف صفران [الإنجليزية]
7. ↑  Manor, Yohanan (1976). "La politique palestinienne d'Israël". Politique étrangère (بالفرنسية). 41 (5): 485–505. DOI:10.3406/polit.1976.1708. Archived from the original on 2022-06-17. Retrieved 2023-05-02.
8. ↑  Shamir، Eitan (1 مارس 2012). "From Retaliation to Open Bridges: Moshe Dayan's Evolving Approach toward the Population in Counter Insurgency". Civil Wars. ج. 14 ع. 1: 63–79. DOI:10.1080/13698249.2012.654682. ISSN:1369-8249. مؤرشف من الأصل في 2023-05-02. اطلع عليه بتاريخ 2023-05-02. كان لموشيه ديان دور فعال في تحديد السياسة تجاه السكان منذ تأسيس جيش الدفاع الإسرائيلي إلى الوقت الحاسم بعد عام 1967. تشكل أفكاره وممارساته في مكافحة التمرد تقليدًا في حد ذاته.
9. ↑  "Dayan Says 'open Bridges' Policy is Serving West Bank Arab Population Well". Jewish Telegraphic Agency (بالإنجليزية الأمريكية). 21 Aug 1969. Archived from the original on 2022-01-01. Retrieved 2023-05-02. يدعي الجنرال «إنه إذا أغلقت الجسور فإن السكان العرب سيعانون»
10. ↑  Dana, Tariq (2 Feb 2020). "Trump's Middle East plan may have a silver lining". الجزيرة (بالإنجليزية). Archived from the original on 2022-11-29. Retrieved 2023-05-02. تبنت إسرائيل هذا النهج في وقت مبكر من أجل محاولة السيطرة على الشعب الفلسطيني. في أعقاب حرب 1967 مباشرة، تبنت الحكومة الإسرائيلية سياسة "الجسور المفتوحة" التي صممها وزير الدفاع موشيه ديان، والتي أقرت التحديث الاقتصادي المحدود من خلال مشاريع الزراعة والصناعات الخفيفة في الأراضي الفلسطينية من أجل تهدئة السكان وتعطيل الأساس السياسي للنضال الفلسطيني ضد الاستعمار. على حد تعبير ديان، كان الهدف هو جعل "الاحتلال غير مرئي".
11. 1 2  jordan bridges- feb-94.aspx "The Jordan Bridges". Israel Ministry of Foreign Affairs. 1 فبراير 1994. مؤرشف من الأصل في 2016-08-25. اطلع عليه بتاريخ 2014-11-02. {{استشهاد ويب}}: تحقق من قيمة |مسار أرشيف= (مساعدة)
12. ↑  "خمسون عاما على الحكم العسكري في المناطق". أطلس للدراسات. 12 فبراير 2019. مؤرشف من الأصل في 2021-03-20. اطلع عليه بتاريخ 2021-03-20.
13. ↑  بسيسو، فؤاد حمدي (1-71-05).  كتب في بيروت. "الآثار الاقتصادية لسياسة الجسور المفتوحة". شؤون فلسطينية. مركز الأبحاث الفلسطيني ع. 2: 75-90. مؤرشف من الأصل في 21 مارس 2021. اطلع عليه بتاريخ 2021-03-21. {{استشهاد بدورية محكمة}}: تحقق من التاريخ في: |تاريخ= (مساعدة)
14. ↑  ريان، شيلا (1974-09). "السياسة الاقتصادية الإسرائيلية في المناطق المحتلة". شؤون فلسطينية ع. 37: 70–99. مؤرشف من الأصل في 2021-01-15. اطلع عليه بتاريخ 2021-03-21. {{استشهاد بدورية محكمة}}: تحقق من التاريخ في: |تاريخ= (مساعدة)
15. ↑  "الجسور المفتوحة". www.rumonline.net. مؤرشف من الأصل في 2023-05-02. اطلع عليه بتاريخ 2023-05-01.
16. ↑  "جسر دامية". جسر دامية (بar-US). Archived from the original on 2021-03-04. Retrieved 2023-05-02.{{استشهاد ويب}}:  صيانة الاستشهاد: لغة غير مدعومة (link)
17. ↑  "Jordanians Blow Up Part of Damiya Bridge, 1 of 3 West Bank Links with Their State". Jewish Telegraphic Agency. 8 يناير 1969. مؤرشف من الأصل في 2017-05-31. اطلع عليه بتاريخ 2014-11-02.
18. ↑  "1967 Israel Original old photograph, The Damia Bridge explosion; uses Hebrew Wikipedia information passed through Google Translate". إيباي. 2 نوفمبر 2014. مؤرشف من الأصل في 2016-08-22. اطلع عليه بتاريخ 2014-11-02.
19. ↑  "PA, Jordan working to reopen bridge Israel closed in 2005". Ma'an News Agency. 13 فبراير 2014. مؤرشف من الأصل في 2014-11-02. اطلع عليه بتاريخ 2014-11-02.
20. ↑  "عبور الحدود". ar.visitjordan.com. مؤرشف من الأصل في 2022-07-24. اطلع عليه بتاريخ 2022-07-24.
21. 1 2 3  "جسر الملك حسين وجسر الشيخ حسين". الموقع الرسمي لشركة جت. مؤرشف من الأصل في 2022-07-24. اطلع عليه بتاريخ 2022-07-24.